# 岸野菊三郎
岸野 菊三郎（きしの きくさぶろう、1889年〈明治22年〉 - 没年不明）は、日本の商人（高知堂、文房具商）。信用組合巣鴨町金庫理事。

## 人物
東京・池袋出身。地主・西巣鴨町会議員の岸野伊太郎の弟。区内の信望が厚く、宮本親和会副会長、巣鴨警察署協和会理事、豊島区防護団巣鴨第三分団常務理事等に挙げられる。1936年7月に宮本親和会会長、同会衛生組合長に推され、1937年2月に信用組合巣鴨町金庫理事に選ばれる。
大塚終点未発展の時代にあって常に意を付近発展に用い、よく後住者を指導して同所今日の発展に隠れた功績を残す。住所は東京市豊島区巣鴨7丁目。